# Stans (Áustria)
Stans é um município da Áustria, situado no distrito de Schwaz, no estado do Tirol. Tem 20,06 km² de área e sua população em 2019 foi estimada em 2.116 habitantes.